# 남원 선원사 철조여래좌상
남원 선원사 철조여래좌상(南原 禪院寺 鐵造如來坐像)은 대한민국 전북특별자치도 남원시 선원사 있는, 고려시대의 철조 여래 좌상이다. 1965년 7월 16일 대한민국의 보물 제422호로 지정되었다.

## 개요
남원 선원사 철조여래좌상(南原 禪院寺 鐵造如來坐像)은 전라북도 남원시의 선원사에 모셔진 철조여래좌상으로 하남 하사창동 철조석가여래좌상(보물 제332호)과 매우 비슷한 모습을 보여주는 전형적인 고려시대 철불이다.
머리에는 작은 소라 모양의 머리칼을 붙여 놓았고 이마 위쪽에는 고려시대 불상에서 유행하던 반달 모양을 표현하였다. 3각형의 얼굴은 유연성이 사라지고 날카로운 코·꽉 다문 입·내민 턱 등에서 근엄한 표정을 엿볼 수 있다. 양 어깨에 걸쳐 입은 옷은 얇게 표현되었는데, 넓은 옷깃을 오른쪽으로 여민 것은 마치 한복을 입은 것처럼 표현되어 매우 독특하다. 팔과 다리에 나타난 옷주름은 凸자 모양으로 간략하게 처리하였다. 신체는 어깨가 반듯하고 가슴은 건장하고 당당한 느낌을 주며 잘록한 허리에는 두 팔이 붙어 있다. 지금의 손은 최근에 만들어 붙인 것인데, 팔의 형태로 보아 원래는 오른손을 무릎에 올리고 손끝이 땅을 향하고 왼손은 배부분에 놓았을 것으로 짐작된다.
이 불상은 추상성이 짙어 보이기도 하지만 균형 잡힌 체구와 재치있는 주조 기법 등에서 고려시대 철불의 특징을 잘 보여주고 있는 귀중한 작품이라고 하겠다.

## 현지 안내문
통일신라 말 지방의 여러 선종 사찰에서 쇠를 녹여 많은 불상을 만들었는데, 이 불상은 그중 가장 오래된 것으로 높이는 2.69m이다. 무릎 아래는 복원한 것이며, 깨어진 두 손도 근래에 찾아 원래의 모습대로 복원하여 붙였다. 두리뭉실한 머리 윤곽, 총촘한 고수머리, 원만하고 시원스런 얼굴, 넓은 가슴에 갸름한 허리 등으로 보아 신라시대 불상의 특징을 그대로 이어받고 있다. 그러면서도 근엄하고 딱딱한 표정을 띤 이 불상은 온유함과 생동감을 보이던 앞 시대의 불상과 달라 신라 말 불상의 변천 양상을 가늠케 한다.

## 같이 보기
- 선원사
- 하남 하사창동 철조석가여래좌상 (보물 제332호)

## 참고 자료
- 남원 선원사 철조여래좌상 - 국가유산청 국가유산포털